# Mirzapur (dystrykt)
Mirzapur (dystrykt) (Hindi: मीरज़ापुर ज़िला, Urdu: مرزا پور ضلع) – dystrykt w stanie Uttar Pradesh w Indiach. Stolicą jest miasto Mirzapur.